# Iwaki (Fukushima)
Iwaki (Japans: いわき市, Iwaki-shi) is een havenstad in de prefectuur Fukushima op het eiland Honshu, Japan. Deze stad heeft een oppervlakte van 1.231,34 km² en telt begin 2008 bijna 348.500 inwoners. Iwaki ligt aan de monding van de Rivier Natsui die in de Grote Oceaan uitmondt.

## Geschiedenis

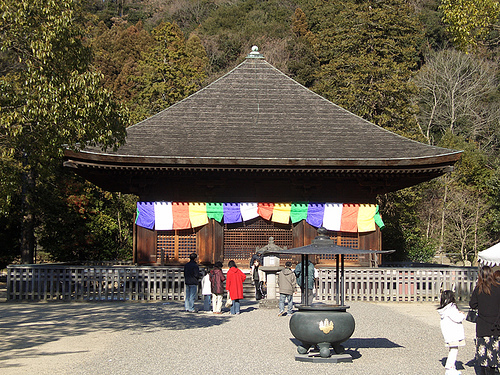
Shiramizu Amidado

De geschiedenis van Iwaki gaat terug tot de Yamatoperiode (ca. 250-710) toen in Iwaki een barrière werd opgeworpen tegen de invallen van de Emishi.
Rond 645 werd het district Iwaki gevormd in het noorden van de huidige stad. In 718 ging dit district, samen met vier andere, op in de provincie Iwaki.
Aan het eind van de 11e eeuw was het de Iwaki-clan uit de provincie Hitachi die de provincie Iwaki binnenvielen en deelde deze op in vier nieuwe districten en ging zelf in het district Iwaki wonen.
In 1603 begon Torii Tadamasa met de bouw van het kasteel Iwakidaira in Taira. In 1897 vulde Nihon Tetsudo de binnengracht van kasteel Iwakidaira en bouwde Taira Station.
Het kolenveld van Joban, het grootste in Honshu en het dichtst gelegen bij Tokyo, werd in 1897 in exploitatie genomen onder het Fukoku kyohei beleid. Iwaki werd een industriële regio, waar naast de mijnbouw ook landbouw, bosbouw en visserij tot ontwikkeling kwamen. De Joban-spoorweg werd gebouwd voor het transport van de steenkool.
Na de Tweede Wereldoorlog werd de mijnbouw gestaakt; de mijnbouw werd vervangen door de exploitatie van de warmwaterbronnen (onsen) en de bouw van het Spa Resort Hawaiians.
Iwaki (磐城市, Iwaki-shi) werd een stad (shi) in 1954 door samenvoeging van twee gemeentes en twee dorpen.
Het moderne Iwaki ontstond op 1 oktober 1966 door samenvoeging van de steden Uchigo (内郷市, Uchigō-shi), Iwaki (磐城市, Iwaki-shi), Joban (常磐市, Joban-shi), Nakoso (勿来市, Nakoso-shi) en Taira (平市, Taira-shi) plus nog 4 gemeentes (cho) en 5 dorpen (mura).
Op 1 april 1999 werd Iwaki een kernstad.
N.B. Er zijn in het Japans meerdere schrijfwijzen voor Iwaki (waaronder いわき en 磐城). Deze betekenen alle rotskasteel. Voor het moderne Iwaki wordt de hiragana-schrijfwijze (いわき) gebruikt.

## Verkeer
Iwaki heeft meerdere havens: Onahama, Nakanosaku, Ena en Hisanohama. Onahama is de belangrijkste haven.
Iwaki ligt aan de oostelijke Banetsu-lijn en aan de Joban-lijn van de East Japan Railway Company.
Iwaki ligt aan de Joban-autosnelweg en aan de autowegen 6. 49, 289, 349 en 399.

## Economie
Iwaki is tegenwoordig een modern industriegebied met een nadruk op machinebouw, houtproducten en chemische producten. Hier zijn onder andere fabrieken van Mazda en Nissan, farmaceutische bedrijven als Merck & Co. en ASKA Pharmaceutical Co en elektronicabedrijven zoals Alpine Electronics.
Naast de sterk verstedelijkte kernen is er binnen Iwaki de nodige landbouw. Iwaki onderscheidt 13 zones:
| - Taira - Onahama, Ena en Izumi - Nakoso, Nishiki en Ueda - Joban en Yumoto - Uchigo - Yotsukura - Tono | - Ogawa - Yoshima - Miwa - Tabito - Kawamae - Hisanohama en Ohisa |

Taira, Onahama, Nakoso, Joban en Uchigo kennen de grootste bevolkingsconcentraties (samen ruim 80% van de huishoudens). Taira is het stadscentrum met onder andere het gemeentehuis. De havens en stranden zijn te vinden in Onahama, Ena en Izumi.
Voor de kust van Iwaki komen een warme en een koude golfstroom samen, hetgeen een rijke visstand oplevert. De Onahama haven is een gecombineerde visserij- en vrachthaven.
Ook het toerisme in Iwaki is aanzienlijk. Vooral in Joban en Yumoto zijn de onsen te vinden. De stad trok in 2006 7,6 miljoen toeristen.

## Geboren in Iwaki
- Misaki Ito (伊東 美咲, Itō Misaki), actrice
- Ken-Ichiro Kobayashi (小林 研一郎, Kobayashi Ken'ichirō), dirigent
- Takeo Takagi (高木武雄, Takagi Takeo), admiraal van de Japanse marine in de Tweede Wereldoorlog

## Stedenbanden
Iwaki heeft een stedenband met
- Fushun, China, sinds15 april, 1982
- Townsville, Australië, sinds 21 augustus 1991

## Aangrenzende steden
- Tamura
- Kitaibaraki